# 松小屋

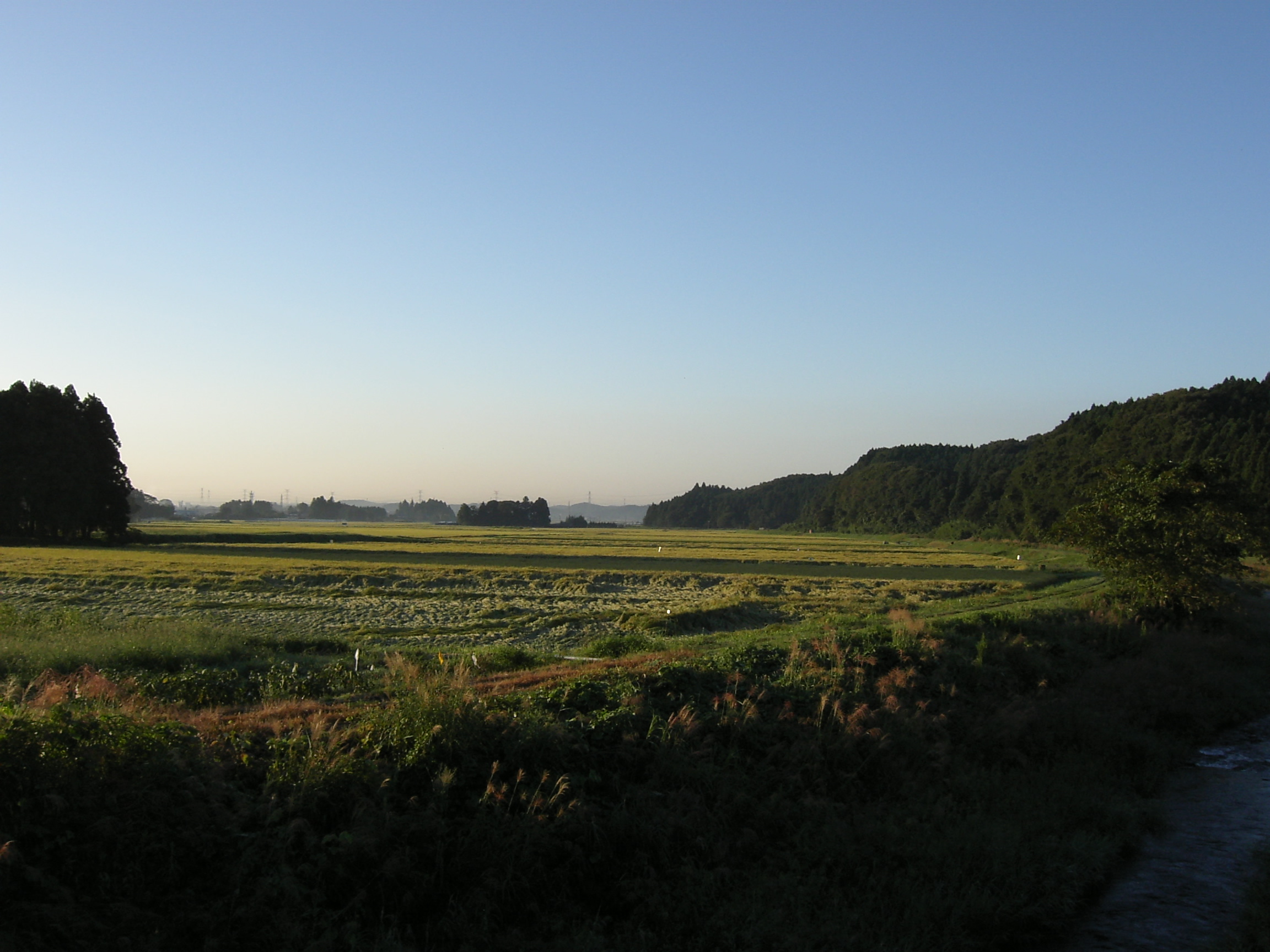
松小屋の現在。向かって右手（西）手前の山が松ヶ嶺城址。左手(東)の小さな林が箒根神社。ここにかつて城下町があった。写真手前を流れるのは中川。

松小屋（まつごや）は、現在は、栃木県矢板市の大字上太田にある小字名。かつては松ヶ嶺城の城下町があった場所。

## 概要
地名の由来は不明であるが、この地域では、城のある地、あるいは城がかつてあった場所に「根小屋（ねごや）」の地名がつけられ残る場合が多く、当地を支配した岡本氏の居館が当地に築かれたことから「小屋」の地名になり、「松」については、当地に松が多く自生していたか、植物の松、あるいは、松と呼ばれた人物がいて、それに関わるような何らかの伝承があり、それに基づき名づけられたものと推測されるが定かではない。
松小屋は、15世紀末頃から、その地の西の山中にある松ヶ嶺城の城下町として発達した。城下町の松小屋と松ヶ嶺城の開発は年代的にほぼ同時並行であったものと考えられているが、城が「松小屋の嶺(山)の城」という名前であることから、先に開発されたのは城下町の松小屋の方で、松小屋は、当地の土豪の岡本氏の居館を中心に築かれ、間もなく、詰め城としての松ヶ嶺城が築かれたと考えるのが主流となっている。
しかし、慶長2年（1597年）に松ヶ嶺城が廃城となると、松小屋に暮らしていた人々の多くは、近隣の集落や、新たな岡本氏の居城である泉城の城下に移り住み、松小屋は一気に衰退した。ただ、松小屋にあった岡本氏の菩提寺であった慈光寺が元和2年（1616年）まで存続していたことから、松ヶ嶺城廃城後もしばらくは町として機能し、寺の廃寺の頃には、町としての機能は完全になくなり、集落も消滅していった。
現在、松小屋は完全に耕地化され一軒の家もなく、町の鎮守であった箒根神社の分社のみが残されている。